# Ian Mork
Ian Mork (Wichita, 30 novembre 1971) è un allenatore di calcio ed ex calciatore statunitense.

## Carriera
È stato il commissario tecnico della Nazionale beliziana nel 2008 e tra il 2013 e il 2014.